# Écrainville
Écrainville – miejscowość i gmina we Francji, w regionie Normandia, w departamencie Sekwana Nadmorska.
Według danych na rok 1990 gminę zamieszkiwało 919 osób, a gęstość zaludnienia wynosiła 72 osoby/km² (wśród 1421 gmin Górnej Normandii Écrainville plasuje się na 268. miejscu pod względem liczby ludności, natomiast pod względem powierzchni na miejscu 219.).